# James Elder Wills
Pour les articles homonymes, voir Wills.
James Elder Wills est un réalisateur et directeur artistique britannique né le 26 avril 1900 à Londres et mort en 1970.

## Filmographie partielle

### Comme réalisateur
- 1934 : Tiger Bay
- 1936 : Song of Freedom
- 1936 : Sporting Love
- 1937 : Big Fella

### Comme directeur artistique
- 1933 : Le Cercle de la mort (Money for Speed) de Bernard Vorhaus
- 1935 : No Limit de Monty Banks
- 1948 : Les Guerriers dans l'ombre (Against the Wind) de Charles Crichton
- 1954 : Meurtres sans empreintes (The Unholy four) de Terence Fisher
- 1954 : Third Party Risk de Daniel Birt